# コマス・ソラ彗星
コマス・ソラ彗星(32P/Comas Sola)は、軌道周期8.8年の太陽系の周期彗星である。核の直径は8.4kmと推定されている。

## 発見
コマス・ソラ彗星は1926年11月5日にホセ・コマス・ソラにより、バルセロナのファブラ天文台で小惑星の研究のために口径6インチの望遠鏡で撮影した写真から発見された。彗星の過去の軌道の推移から、発見当初には多くの天文学者が当時見失われていたシュピターラー彗星が回帰してきたものと考えた。1935年の観測からP. Ramenskyが1911年まで遡って計算したことにより、1912年5月に木星付近を通過して軌道が変わり、それまでは近日点距離2.15 au、公転周期9.43年だったと求めた。これにより、シュピターラー彗星とは相異なることが分かった。

## トリビア
1971年にアルバムAlpha Centauriに収められたタンジェリン・ドリームの初期の作品Fly And Collision Of Comas Solaでは、当時木星まで0.73 auの距離に接近していたこの彗星がモチーフになっている。